# Береговой (Каслинский район)
Берегово́й — посёлок в Каслинском районе Челябинской области России. Административный центр Берегового сельского поселения. 

## География
Находится на южном берегу озера Пороховое, примерно в 31 км к северо-востоку от районного центра, города Касли, на высоте 227 метров над уровнем моря.

## Население
| 2002 | 2010  |
| ---- | ----- |
| 2136 | ↘1815 |

По данным Всероссийской переписи, в 2010 году численность населения посёлка составляла 1815 человек (805 мужчин и 1010 женщин).

## Инфраструктура
В посёлке функционируют средняя общеобразовательная школа, детский сад (МДОУ Д/С «Сказка»), дом культуры, детская школа искусств, участковая больница и отделение связи.

## Улицы
Уличная сеть посёлка состоит из 19 улиц.